# Sanih Savdir
Sanih Savdir (* 26. August 1927 in Istanbul; † 9. Juni 2022) war ein Münchener Zahnmediziner. Zahlreiche Prominente, darunter viele bayerische Politiker wie Franz Josef Strauß und Edmund Stoiber, ließen sich bei ihm behandeln.

## Leben
Nach dem Abitur begann Savdir zunächst eine Karriere bei der türkischen Luftwaffe. Ein Flugzeugabsturz beendete seine Militärlaufbahn und führte ihn zur Behandlung in eine Münchner Klinik. Nach seiner Genesung blieb Savdir in München, er nahm ein Studium der Zahnmedizin auf und wurde 1963 mit einer Dissertation über Methoden der Zahnbeweglichkeitsmessung promoviert. Nach Stationen in New York und Zürich ließ er sich 1969 als Zahnarzt in München nieder und zählte nach eigenen Angaben zu den Ersten, die in Deutschland Implantate setzten. Eines Tages sei der damalige bayerische Ministerpräsident Franz Josef Strauß auf Savdir aufmerksam geworden und bereits mit der ersten Behandlung sehr zufrieden gewesen, was sich herumsprach. Durch Mundpropaganda sei Savdir so ohne eigenes Zutun zum Politikerzahnarzt geworden, woraus im Laufe der Zeit „richtig enge Freundschaften“ entstanden seien. 1999 zog sich Savdir in den Ruhestand zurück.
Savdir erhielt auf Vorschlag von Strauß 1985 das Bundesverdienstkreuz am Bande. 2007 verlieh ihm Edmund Stoiber noch kurz vor seinem Rücktritt als Ministerpräsident den Bayerischen Verdienstorden. Die Ordensverleihungen wurden unter anderem als „Skurrilität“ und „Vetternwirtschaft“ kritisiert Gegenstand der Kritik waren dabei insbesondere auch das intransparente Auswahlverfahren des bayerischen Ordens sowie die Praxis der Bayerischen Staatskanzlei, über die konkreten Gründe einer Verleihung keine Auskunft zu erteilen. 
Entgegen ihren sonstigen Gepflogenheiten teilte die Staatskanzlei auf Anfrage mit, dass Savdir sich „neben seiner wissenschaftlichen Tätigkeit vor allem mit karitativen und sozialem Engagement für hilfsbedürftige Kinder verdient gemacht“ habe, zudem folge der bayerische Orden in der Regel dem Bundesverdienstkreuz am Bande nach.
Savdir war verheiratet und lebte in München.

## Schriften (Auswahl)
- Die Methoden der Zahnbeweglichkeitsmessung: Ein neues elektrisches Messgerät, München 1963
- Eine einfache Methode zur Herstellung von Triafol-Abdrücken für Licht- und Elektronenmikroskopie; In Mikroskopie Bd. 19, H. 3/4, 1964, S. 112–114